# Alfredo del Mónaco
Alfredo del Mónaco (* 29. April 1938 in Caracas; † 27. Juni 2015 ebenda) war ein venezolanischer Komponist.

## Leben
Del Mónaco studierte nach einem Jurastudium an der Universidad Católica Andrés Bello (bis 1961) Klavier und Komposition bei Moisés Moleiro und Primo Casale in Venezuela. Von 1969 bis 1975 lebte er in New York, wo er am Columbia-Princeton Electronic Music Center arbeitete und von 1972 bis 1974 an der Columbia University studierte.
1969 gründete er die venezolanische Abteilung der International Society for Contemporary Music, 1999 gehörte er zu den Gründungsmitgliedern des Colegio de Compositores de Iberoamerica in Mexiko.
Er gilt als einer der Pioniere der elektroakustischen Musik in Venezuela. Seine Werke fanden bald internationale Anerkennung und wurden u. a. bei der Biennale von Venedig (1971), dem Festival für elektroakustische Musik in Brüssel (1971) und Madrid (1973) und mehrfach bei den ISCM World Music Days (1976, 1993, 1995) aufgeführt.
Er erhielt 1968 den Nationalpreis für Komposition, 1999 den Nationalpreis für Komposition und 2001 den spanischen Premio Tomás Luis de Victoria.

## Werke
- Dos Fugas academicas für Streichorchester, 1964
- Sonata für Streichquartett, 1965
- Cromofonias I für Tonband, 1966–67
- Cromofonias II für Orchester, 1968
- Estudio electronico I für Tonband, 1968
- La noche de las Alegorías für acht gemischte Stimmen, 1968
- Estudio electronico II für Tonband, 1970
- Tres Ambientes coreograficos para Sonia Sanoja für Tonband, 1970
- Alternancias für Streichquartett, Klavier und Tonband, 1971
- Dualismos für Flöte, Klarinette, Posaune, Klavier und Tonband, 1971
- Syntagma (A) für Posaune und Tonband, 1971–72
- Syntagma (B) für Posaune, 1972
- Tropicos für Tonband, 1972
- Synus 12/25/1971 für Tonband, 1972
- Solentiname für Flöte, Klarinette, Violine, Cello, Klavier und Schlagzeug, 1972–73
- Estudio electronico III für Tonband, 1974
- Encuentros del eco für zwei Klaviere und Schlagzeug, 1976
- Tupac-Amaru für großes Orchester, 1977
- Cuarteto para voces für vier Sprecher, 1978
- Cronoformantes, 1978
- Chants für Flöte, 1988
- Tientos de la noche imaginada für Gitarre und Orchester, 1990–91
- Tientos del vespero für Gitarre, 1991
- Tlalolc für Klavier, 1991
- Lyrika für Oboe, 1992
- Cantos de la noche alta für Frauenstimme und Orchester, 1992
- Visiones del caminante für zwei Gitarren, 1995
- Aforismos für Bassflöte und Gitarre, 1998
- Memorial für Orchester, 2000–02